# HD204815
HD204815 — хімічно пекулярна зоря спектрального класу A0, що має видиму зоряну величину в смузі V приблизно 7,2.
Вона  розташована на відстані близько 1042,0 світлових років від Сонця.

## Пекулярний хімічний склад
Зоряна атмосфера HD204815 має підвищений вміст
Si
.